# Papinianus

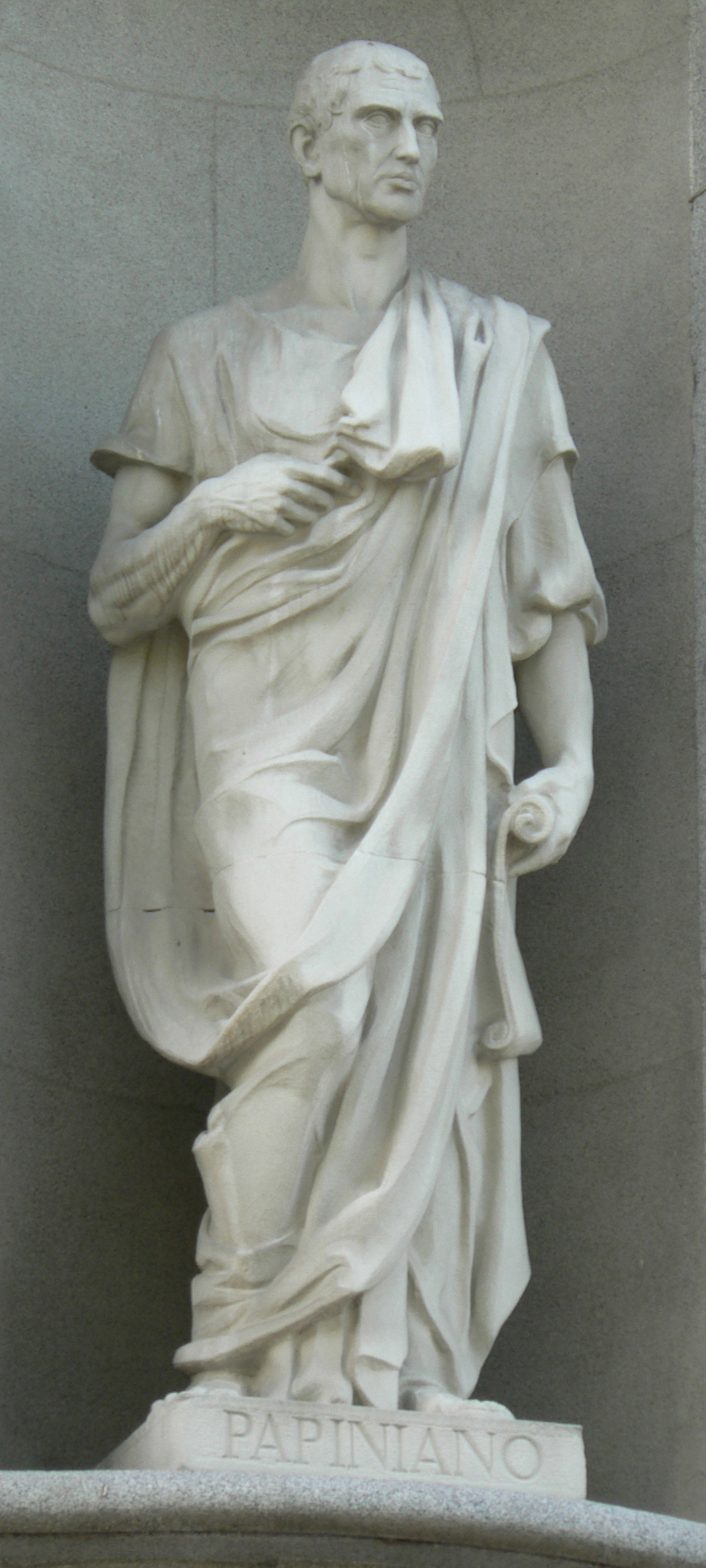
Papinianus - Tribunal Supremo (Madrid)

Aemilius Papinianus (okolo 142, 146 – 212, popraven), byl římský právník a v letech 205-212 i velitel pretoriánské gardy.
Byl blízký přítel císaře Septimia Severa za jehož vlády se stal praefectus praetario, tj. velitel pretorianské gardy. Císaře doprovázel i na cestě do Británie. Předpokládá se, že mohl být stejně jako Severova druhá manželka, Julia Domna, původem ze Sýrie. Podle jedné pasáže z Historia Augusta studoval právo spolu s císařem u Quinta Cervidia Scaevola.
V Británii mu císař před svou smrtí svěřil výchovu svých dvou synů Caracally a Gety.
Papinianus se pokoušel mezi bratry udržet dobré vztahy, ale to se mu pouze vymstilo. Po zavraždění Gety roku 212 se Caracalla obrátil proti jeho přívržencům a jelikož Papinianus odmítl Caracallův čin hájit před senátem, byl také popraven.

## Dílo
Jeho práce se používaly až do Iustiniana I., kde se staly jedním z pramenů Corpus iuris civilis. Z jeho vlastních prací se zachovaly pouze zlomky.
- Quaestiones, 37 knih právních problémů
- Responsa (dobrozdání), 19 knih
- Definitiones, 2 knihy všeobecných právních pravidel
- De adulteriis